# Galgenfrist
Galgenfrist ist ein Album der dänischen Funeral-Doom-Band Nortt.

## Geschichte
Mit Galgenfrist veröffentlichte Nortt das dritte Studioalbum. Er nahm es wie frühere eigenen Angaben zufolge in Winternächten der Jahre 2006 und 2007 alleine in seinem Heimstudio Mournful Monument ohne Produzent oder Tontechniker mit einem 8-Spur-Tonbandgerät auf. Am Mastering beteiligte er Jeppe Hasseriis.

## Albuminformationen
Galgenfrist ist das dritte Studioalbum der Band.

### Umfang und Gestaltung
Das am 27. Dezember 2007 erstmals veröffentlichte Album enthält sieben Stücke mit einer Gesamtspielzeit von 47:09 Minuten. Die Gestaltung übernahm Philip Rauff Nielsen. Das Album wurde über Avantgarde Music als MC, CD und LP veröffentlicht und mehrmals wiederveröffentlicht.

### Stil
Mit der Musik von Galgenfrist führte Nortt das musikalische Konzept eines radikalen Funeral Doom, aus monotoner Langsamkeit in Kombination mit Elementen des Black Metal und Dark Ambient, fort. Dies Grundgefüge entwickelte Nortt auf Galgenfrist jedoch in eine atmosphärischere und introspektivere Richtung mit einer stärkeren Betonung des Dark Ambient. „Drone-Soundkaskaden verschmelzen mit rituellem Doom der Marke Esoteric und mit sphärischen Synth-Klängen. Lediglich die hochgepitchten Gitarren - eher Teppiche als strukturierte Riffs“ stünden noch in der musikalischen Tradition des Black Metal. Der Hintergrund der Musik ist „durch eine sonore Geräuschkulisse“ geprägt. In Relation zu den vorausgegangenen Alben verkörpere Galgenfrist atmosphärisch ein Gefühl von Apathie und Leere.

„The album contains three dark ambient soundscape pieces start, middle and end which encase the brooding darkness of the other remaining four tracks. On these, Nortt expertly manage to create a real sense of desolation and despair with eerie guitar and otherworldly vocals which creeps in and out of the music with great effect.“

„Das Album beinhaltet die drei Dark-Ambient-Stücke am Anfang, in der Mitte und am Ende, die die brütende Finsternis der vier verbleibenden Stücke einrahmt. In diesen erzeugt Nortt gekonnt, mit unheimlichen Gitarren und jenseitigem Gesang, ein glaubwüridges Gefühl von Trostlosgkeit und Verzweiflung, das sich mit großer Wirkung in die Musik ein- und aus ihr herausschleicht.“

Burns spricht Nortt zu, auf Galgenfrist die Grenzen der traditionellen westlich mathematischen Kompositionen unter dem Wunsch eines auf die Romantik zurückverweisenden emotionalen Ausdrucks zu sprengen.

## Wahrnehmung
„A focused vision of blackened funereal ambience for those with similar minds“

„Eine konzentrierte Vision eines Blackened Funeral Ambient für die mit ähnlichen Vorstellungen“

Das Album wurde international positiv angenommen. Wolf-Rüdiger Mühlmann schrieb in einer für das Rock Hard verfassten Rezension, es sei „[a]bgrundtief finster, hypnotisierend – und durchweg negativ“. In einer für das Webzine Metal.de verfassten Besprechung wurde angeführt, dass Galgenfrist aufzeige, „wie perfekt intonierte Leere und Hoffnungslosigkeit zu klingen“ habe. Unter der Einschränkung, dass die Dark-Ambient-Stücke, die Qualität des Albums beeinträchtigten lobte Klamerin Malamov in einer für Doom-Metal.com geschriebenen Beurteilung, als Meisterwerk von einer Qualität, die Resignation „einzigartig, unvergleichlich und herausragend“ transportiere. Relativiert wurde das Lob lediglich in der Reduzierung der angesprochenen Zielgruppe auf einen kleinen Kreis potentieller Hörer. Die Musik erweise sich für diese Zielgruppe allerdings als „eine wahre spirituelle Reise“.